# Campionati nordici di lotta 2008
I campionati nordici di lotta 2008 si sono svolti a Kolbotn, in Norvegia, il 12 luglio 2008.

## Podi

### Lotta greco-romana
| Evento        | Oro              | Argento             | Bronzo                   |
| Fino a 55 kg  | Thomas Rønningen | Anders Rønningen    | Anar Zeinalov            |
| Fino a 60 kg  | Esa Uimonen      | Victor Wolfgang     | Peter Szikszay Stordalen |
| Fino a 66 kg  | Frederik Ekström | Stig André Berge    | Rasmus Tjørstad          |
| Fino a 74 kg  | Mark Madsen      | Henri Välimäki      | John Aris Levi San Pedro |
| Fino a 84 kg  | Joakim Aardalen  | Fredrik Schön       | Pekka Rintamaeki         |
| Fino a 96 kg  | Jakob Cedergren  | Timo Kallio         | Jonne Jokela             |
| Fino a 120 kg | Johan Eurén      | Matti Haemaelaeinen | Sebastian Lönnborn       |